# Claremont Courier
Claremont Courier je lokalni časopis s sedežem v Claremontu v Kaliforniji v Združenih državah Amerike. Na splošno velja za mestno referenčno periodično publikacijo »newspaper of record«, in ga pogosto citirajo druge novičarski časopisi, ki pokrivajo mesto. Leta 2018 je California News Publishers Association Courier razglasilo za najboljši lokalni časopis v Kaliforniji. Izdaja letni almanah in je znan po zračni videografiji.